# Abdesalam Kames
Abdesalam Kames Ezwae (12 april 1974) is een Libische profvoetballer die anno 2006 onder contract bij Olimpic Tripoli.
Kames maakte deel uit van de Libische selectie tijdens de African Cup of Nations 2006 die in Egypte werden gehouden. Libië verloor de openingswedstrijd van Egypte met 3-0 en kon de Egyptenaren geen partij geven. In de tweede wedstrijd tegen Ivoorkust kwam de ploeg veel beter voor de dag met aanvallend voetbal. Toch verloor Libië ook die tweede wedstrijd, het werd 2-1 voor de Ivorianen. Het enige doelpunt dat Libië maakte kwam van het hoofd van Abdeslam Kames.